# Ophiopogon platyphyllus
Ophiopogon platyphyllus là một loài thực vật có hoa trong họ Măng tây. Loài này được Merr. & Chun mô tả khoa học đầu tiên năm 1935.